# Effet de grille

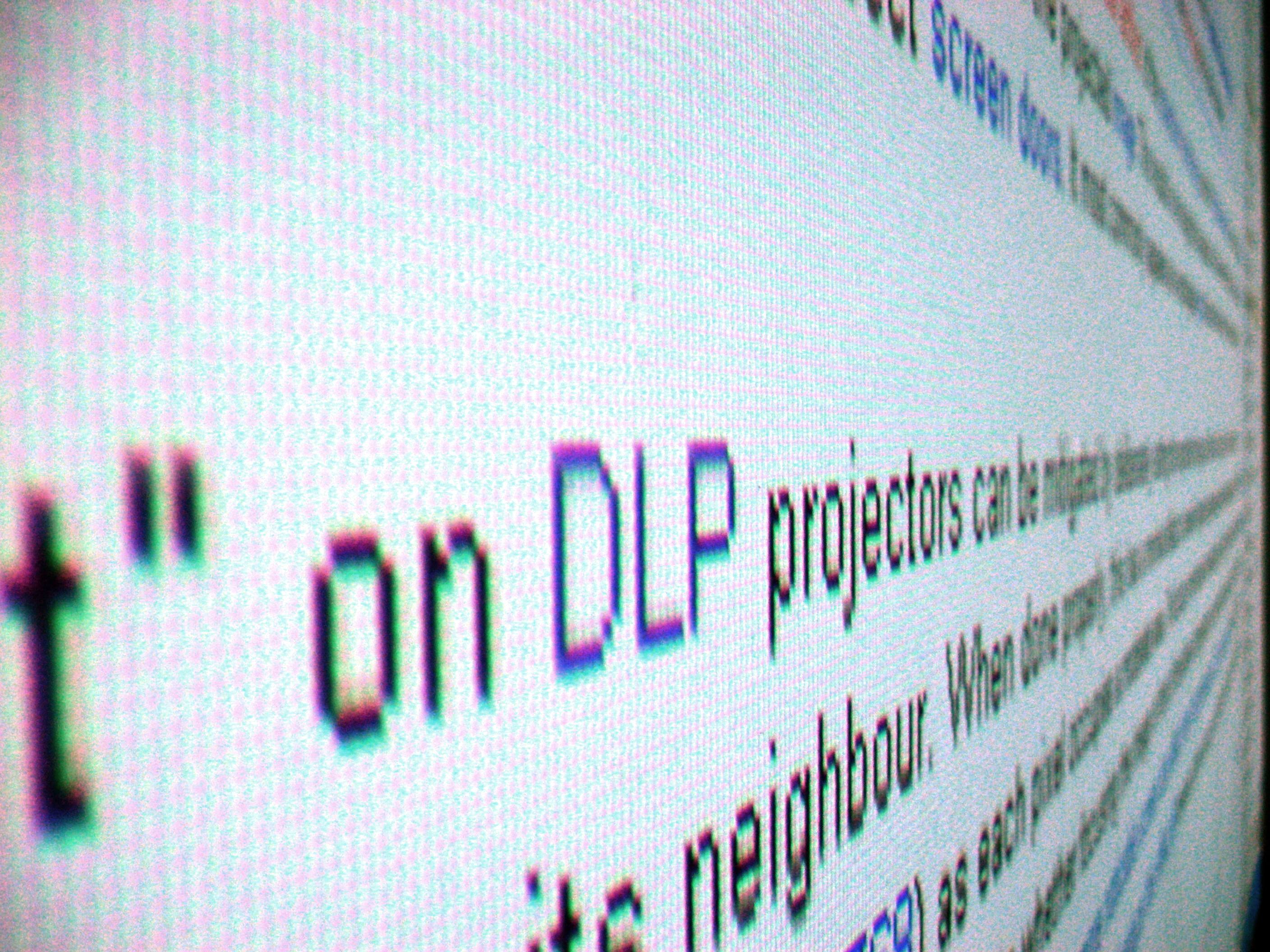
Illustration d'effet de grille sur un écran LCD.

L’effet de grille (ou SDE pour screen-door effect) est un effet visuel causé par la technologie de projection (les projecteurs numériques), qui rend visible de fines lignes de séparation entre les pixels. Cet effet est dû au manque de pixels du projecteur par rapport au nombre de pixels requis pour l'image à projeter, les pixels apparaissent plus grands et cela crée des lignes entre eux.
L'image apparaît comme si on la regardait à travers un tamis fin ou une moustiquaire.
L'effet de grille a été remarqué sur le projecteur LCD créé en 1984 par Gene Dolgoff. Pour éliminer cet effet, Dolgoff invente la « dépixellisation », qui utilise divers procédés optiques pour éliminer la visibilité des espaces entre les pixels. L'effet de grille sur les projecteurs Digital Light Processing (DLP) peut être atténué par l'ajout d'un léger effet de flou sur l'image projetée.
La méthode la plus utilisée fait usage d'un réseau de microlentilles, dans lequel chaque microlentille forme une image légèrement agrandie du pixel, remplissant les espaces précédemment visibles entre les pixels.